# Дальневосточное (Хабаровский край)
Дальневосточное — село, образованное в 2018 году в районе имени Лазо Хабаровского края России. Входит в состав Кругликовского сельского поселения. Первый населенный пункт, созданный на дальневосточных гектарах.

## История и География
Село возникло в южной части Хабаровского края, возле села Кругликово, центра Кругликовского сельского поселения муниципального района имени Лазо. Протекает река Владимировка.
В рамках Федерального закона № 119-ФЗ 847 гражданам России было предоставлено в безвозмездное пользование 603 земельных участка (включая коллективные), компактно расположенные и составляющие единую территорию, в перспективе приспособленную для проживания и хозяйственной деятельности людей.
Возникла потребность создания благоприятных условий для освоения предоставленных земельных участков, обеспечение транспортной и инженерной инфраструктурой, стимулирование индивидуального жилищного строительства, в связи с чем был поднят вопрос об образование нового сельского населенного пункта. Инициатива поддержана не только гражданами, получившими земельные участки, но и жителями Кругликовского сельского поселения, местными депутатами. Снежана Жданова, председатель совета депутатов Кругликовского сельского поселения, сообщила, что для нового села было проведено анкетирование и большинство будущих сельчан отдали свои голоса за вариант «Дальневосточное». До анкетирования предлагались такие названия, как Филипповка, Родное, Новое, Дальневосточное и Радужное; последние два лидировали и вошли в анкетный опросник.
В 2017 году Законодательная Дума Хабаровского края поддержала инициативу граждан и выдвинула на рассмотрение Проект закона Хабаровского края «Об образовании географического объекта — сельского населенного пункта на территории Кругликовского сельского поселения муниципального района имени Лазо Хабаровского края».
Новый населённый пункт был образован согласно Закону Хабаровского края от 28.02.2018 № 319.
Наименование «Дальневосточное» присвоено Распоряжением Правительства Российской Федерации от 13.10.2018 г. № 2209-р

## Экономика
- Жители занимаются личным подсобным хозяйством, ведут индивидуальное жилищное строительство.

## Инфраструктура
Планируется построить дороги, протянуть линии ЛЭП.

## Транспорт
Проселочная дорога к Кругликово (ул. Советская) и далее подъездная дорога к автотрассе «Уссури».
Ближайшая железнодорожная станция Кругликово Дальневосточной железной дороги находится в пос. Кругликово.